# Alex Muralha
Alex Roberto Santana Rafael, mais conhecido como Alex Muralha, ou simplesmente Muralha, (Três Corações, 10 de novembro de 1989), é um futebolista brasileiro que atua como goleiro. Atualmente joga no Mirassol.

## Carreira

### Início
Nascido em Três Corações, Minas Gerais, em 10 de novembro de 1989, Alex Santana passou a infância em sua terra natal e começou a jogar em uma escolinha de futebol local.
Começou a carreira nas divisões de base do Paraná, onde permaneceu por dois anos e meio.
No início da carreira, era conhecido como Alex Santana, tendo agregado o "Muralha" ao nome devido ao preparador de goleiros do então Serrano, que hoje tornou-se Prudentópolis, por onde o goleiro atuou em 2008.

### Olé Brasil
Alex se profissionalizou aos 18 anos, após encontrar sua desejada defesa, tendo uma rápida passagem pelo Olé Brasil, de Ribeirão Preto.

### Votoraty
Foi contratado em 2010 pelo Votoraty. Participou da campanha do clube na Copa do Brasil, em que o time foi eliminado pelo Grêmio, e da Série A2 do Campeonato Paulista, totalizando 16 partidas como titular.

### Comercial de Ribeirão Preto
Em 2011, chegou ao Comercial de Ribeirão Preto para a disputa da Série A2 do Campeonato Paulista, ajudando o clube a voltar para a Série A do Campeonato Paulista, depois de 25 anos afastado. Justamente nessa temporada é que Alex ganhou a alcunha de Muralha, quando a torcida do Comercial confeccionou uma enorme bandeira com seu rosto e o apelido para o último jogo da campanha de acesso em reconhecimento às suas boas atuações durante o campeonato.
Logo depois de conseguir o acesso, o Comercial realizou uma rápida excursão pela Áustria, jogando contra três clubes austríacos, um clube romenos e um clube russo, e conseguindo 3 vitórias e 1 empate. A excursão foi a primeira experiência internacional do goleiro.
Ainda em 2011, o Comercial foi vice-campeão da Copa Paulista, perdendo as finais para o Paulista Futebol Clube de Jundiaí. A equipe profissional do Comercial não disputava uma final de torneio oficial desde 1993.
Disputando a Série A1 do Campeonato Paulista em 2012, Alex mais uma vez se destacou e, com suas boas atuações, naturalmente reforçou sua idolatria junto à torcida do Comercial, especialmente depois de defender um pênalti no clássico com o Botafogo-SP, ajudando a garantir a vitória sobre o rival. Mesmo com a equipe terminando o campeonato sendo rebaixada, Alex chamou a atenção, especialmente por ter defendido 4 pênaltis durante o torneio, 2 em um mesmo jogo (contra a Ponte Preta, na casa do adversário em Campinas), e foi considerado o principal destaque da equipe na campanha.
De volta à Série A2, mais uma vez Alex foi importante para que o Comercial conquistasse novamente o acesso à elite do futebol paulista e, sendo o único remanescente da campanha de 2011, foi muito celebrado pela torcida. Foi considerado um dos pilares da equipe na campanha de acesso.
Ao final do Campeonato Paulista, chegou a ser emprestado ao Cuiabá para a disputa da Série C do Campeonato Brasileiro. Entretanto, ficou apenas 20 dias no clube de Mato Grosso, pois logo surgiu a primeira oportunidade de Alex jogar no exterior.

### Shonan Bellmare
Em 8 de julho de 2013, o clube japonês Shonan Bellmare contratou Alex por empréstimo. Embora muitos jogadores brasileiros tenham atuado na J-League, Alex foi apenas o terceiro goleiro vindo do Brasil a atuar na liga mais importante do futebol japonês. Antes dele, o último goleiro brasileiro a jogar lá havia sido Gilmar Rinaldi, quinze anos antes.
Logo em sua estreia, Alex foi eleito o Melhor Goleiro da rodada no Campeonato Japonês.

### Mirassol
Em dezembro de 2013, retornou ao Brasil para jogar no Mirassol, e disputou a Série A2 do Campeonato Paulista. O Mirassol terminou o torneio em 5° lugar, não conseguindo o desejado acesso. De qualquer forma, a regularidade e as boas atuações de Alex lhe valeram uma oportunidade em um clube de destaque no cenário nacional, o Figueirense.
Muralha atuou em 15 jogos pelo clube paulista na época 2021.

### Figueirense
Em abril de 2014, acertou sua ida para o Figueirense. Em sua primeira temporada no Figueira, Muralha foi reserva de Tiago Volpi, e ainda sofreu duas lesões graves ao longo do ano. Alex só conseguiu disputar a titularidade depois da saída de Volpi para o futebol mexicano, no início de 2015. No total, foram mais de dez meses de espera até conseguir sua chance de atuar pela primeira vez como titular, e Alex aproveitou a chance.
Assumindo a titularidade da equipe, ajudou o Furacão do Estreito a conquistar o seu 17º Título do Campeonato Catarinense, terminando o campeonato como o goleiro menos vazado da competição. Entretanto, apesar do bom momento, Alex ainda não desfrutava de completa confiança da diretoria do Figueirense, que trouxe o goleiro Felipe para reforçar o elenco antes da disputa da Série A do Campeonato Brasileiro.
Porém, as boas atuações de Alex desde o início do campeonato foram naturalmente conquistando a confiança da diretoria, da comissão técnica e da torcida, e já em julho seu contrato foi renovado até o fim de 2018. Na ocasião, Cleber Giglio, superintendente de futebol do Figueirense, afirmou:
| “ | O Alex é um jogador comprometido, que criou rapidamente uma identidade com o clube, vendo isso a diretoria não mediu esforços para renovar o contrato com ele e dar esse presente para o nosso torcedor. | ” |

Ao longo do ano, Muralha foi consolidando sua posição como um dos grandes goleiros da Série A do Campeonato Brasileiro, tendo sido eleito o melhor da rodada em pelo menos duas ocasiões.
No final do torneio, foi considerado um dos principais responsáveis pela campanha que manteve o Figueirense na elite do futebol nacional, realizando 55 defesas consideradas difíceis nos 34 jogos que disputou no campeonato.
Para coroar o excelente ano de 2015 na carreira do goleiro, Alex recebeu no final do ano o Troféu Gustavo Kuerten de melhor futebolista profissional de Santa Catarina, pelas suas atuações destacadas no Brasileirão de 2015.
As boas atuações do goleiro ao longo do ano e o excelente campeonato brasileiro chamaram a atenção de vários clubes para o futebol de Alex Muralha. Dentre esses clubes, o Flamengo vinha estudando a possibilidade de contratar o jogador já havia algum tempo.

### Flamengo
Após meses de sondagem, em 31 de dezembro de 2015 o Flamengo conseguiu finalmente acertar o contrato para que o Alex Muralha jogasse no clube, Alex decidiu jogar no Flamengo e deixou o Figueirense para poder atuar no Rio de Janeiro.
Flamengo chegou a um acordo com o Figueirense e contratou Alex Muralha (um dos destaques da temporada de 2015) para a temporada de 2016. O Rubro-Negro adquiriu 60% dos direitos econômicos de Muralha, que assinou por 4 anos.
Passou o primeiro semestre de 2016 na reserva de Paulo Victor. Ganhou a titularidade após Paulo Victor se lesionar (dores lombares) dias antes da partida contra a Ponte Preta, válida pelo Brasileirão-2016. Desde então, fez boas partidas e não foi mais sacado do time.
Na 10.ª rodada (contra o Santa Cruz) foi um dos destaques da equipe com 4 defesas difíceis, sendo o goleiro que mais defesas difíceis fez na rodada. Suas grandes defesas lhe renderam um lugar na Seleção da rodada do Cartola FC.
Muralha foi muito criticado pela torcida do Flamengo durante a temporada 2017 por conta de suas constantes falhas em momentos decisivos. Em jogo contra o Junior Barranquilla pela Copa Sul-Americana, após lesão de Diego Alves, Muralha entrou em campo para substituí-lo, porém, levou um gol logo no lance seguinte devido a uma falha de posicionamento. Na reta final do Campeonato Brasileiro, em confronto contra o Santos, Muralha falhou nos dois gols da equipe alvi-negra, gerando grande rejeição por parte da torcida e mídia.

### Albirex Niigata
Fora dos planos do Flamengo para 2018, Muralha foi emprestado ao Albirex Niigata no dia 23 de janeiro de 2018, até dezembro. No dia 18 de dezembro, foi anunciado que não teria seu contrato renovado. Disputou 29 partidas pelo clube.

### Coritiba
No início de março de 2019, o jogador assina pelo Coritiba um contrato de empréstimo. Muralha foi contratado após o então goleiro titular do Coxa, Wilson, se lesionar.
Após um início com certa desconfiança por parte da torcida, o goleiro logo se adaptou ao time, sendo títular e uns dos protagonista do clube na campanha da Série B 2019 que terminou dando acesso a Série A seguinte.
Durante 2019, chegou a perder a titularidade após a recuperação de Wilson, mas logo retornou após uma segunda lesão do seu companheiro de time. Ganhou a confiança do então treinador, Jorginho, e se tornou capitão. Posteriormente, Wilson, ídolo do clube, foi emprestado ao Atlético-MG.
Em 2020, foi titular durante todo o Campeonato Paranaense. Em agosto, na final do campeonato, com um empate favorável de 1 a 1 até acréscimos, falhou e sofreu um gol que custou o título ao clube. Sua atuação foi criticada pela torcida. Após a final, perdeu novamente a titularidade para Wilson, que havia retornado ao clube. Não voltou a jogar durante o ano de 2020.
Nos últimos dias de 2020, seu contrato com o Flamengo foi encerrado. Pouco depois, assinou com o Coxa por mais 3 meses, até março de 2021.

### Mirassol
Em meados de fevereiro, foi contratado pelo Mirassol como reforço para o Campeonato Paulista 2021.
Foi uns dos protagonistas no Paulistão 2021. Ajudou o seu clube a ir até as semifinais, sendo seu principal feito a defesa de dois pênaltis nas quantas contra o Guarani, decidido nas penalidades após um empate de 0 a 0. Outro momento importante no campeonato foi a vitória, ainda na primeira fase, contra o Palmeiras por 2 a 1, onde defendeu um pênalti de Gabriel Menino.

### Coritiba
No final de maio de 2021, após as boas atuações no Paulistão, foi contratado pelo Coritiba até dezembro de 2023. Foi contratado às véspera do início da Série B 2021 para brigar pela titularidade com o seu companheiro Wilson. Muralha chegou a receber propostas de outros clubes, porém acabou decidindo ir ao Coxa. 

### Mirassol
Em 3 de fevereiro de 2023, o Mirassol acertou o retorno de Muralha por empréstimo para a disputa do Campeonato Paulista 2023, com vínculo até o fim do ano.
Ao fim da temporada 2024, Muralha tornou-se o terceiro jogador com mais partidas com a camisa do Leão Caipira, com 126 jogos, quem lidera o quesito com 152 jogos é o ex-meia Xuxa, seguido por Marcelo Mattos.

## Seleção Brasileira
Em 16 de setembro de 2016 foi convocado pela primeira vez para a Seleção Brasileira pelo treinador Tite para a disputa de dois jogos pelas Eliminatórias da Copa do Mundo FIFA de 2018, contra Bolívia e Venezuela.
No dia 21 de outubro de 2016, foi novamente convocado para os jogos das Eliminatórias contra a Argentina e o Peru.
No dia 19 de janeiro de 2017, Muralha foi novamente convocado para a Seleção Brasileira. Neste dia o técnico Tite divulgou uma lista com 23 nomes para o chamado Jogo da Amizade. Como este amistoso contra a Colômbia foi agendado fora da Data FIFA, apenas atletas que atuam no futebol brasileiro foram convocados.

## Estatísticas
Até 5 de agosto de 2020.

### Clubes
| Clube             | Temporada         | Campeonato nacional | Campeonato nacional | Campeonato nacional | Copa nacional[a] | Copa nacional[a] | Copa nacional[a] | Competições continentais[b] | Competições continentais[b] | Competições continentais[b] | Outros torneios[c] | Outros torneios[c] | Outros torneios[c] | Total | Total | Total   |
| Clube             | Temporada         | Jogos               | Gols                | Assist.             | Jogos            | Gols             | Assist.          | Jogos                       | Gols                        | Assist.                     | Jogos              | Gols               | Assist.            | Jogos | Gols  | Assist. |
| ----------------- | ----------------- | ------------------- | ------------------- | ------------------- | ---------------- | ---------------- | ---------------- | --------------------------- | --------------------------- | --------------------------- | ------------------ | ------------------ | ------------------ | ----- | ----- | ------- |
| Olé Brasil        | 2009              | —                   | —                   | —                   | —                | —                | —                | —                           | —                           | —                           | 0                  | 0                  | 0                  | 0     | 0     | 0       |
| Olé Brasil        | Total             | 0                   | 0                   | 0                   | 0                | 0                | 0                | 0                           | 0                           | 0                           | 0                  | 0                  | 0                  | 0     | 0     | 0       |
| Votoraty          | 2010              | —                   | —                   | —                   | 3                | 0                | 0                | —                           | —                           | —                           | 13                 | 0                  | 0                  | 16    | 0     | 0       |
| Votoraty          | Total             | 0                   | 0                   | 0                   | 3                | 0                | 0                | 0                           | 0                           | 0                           | 13                 | 0                  | 0                  | 16    | 0     | 0       |
| Comercial         | 2011              | —                   | —                   | —                   | —                | —                | —                | —                           | —                           | —                           | 18                 | 0                  | 0                  | 18    | 0     | 0       |
| Comercial         | 2012              | —                   | —                   | —                   | —                | —                | —                | —                           | —                           | —                           | 19                 | 0                  | 0                  | 19    | 0     | 0       |
| Comercial         | 2013              | —                   | —                   | —                   | —                | —                | —                | —                           | —                           | —                           | 24                 | 0                  | 0                  | 24    | 0     | 0       |
| Comercial         | Total             | 0                   | 0                   | 0                   | 0                | 0                | 0                | 0                           | 0                           | 0                           | 61                 | 0                  | 0                  | 61    | 0     | 0       |
| Cuiabá            | 2013              | 0                   | 0                   | 0                   | —                | —                | —                | —                           | —                           | —                           | —                  | —                  | —                  | 0     | 0     | 0       |
| Cuiabá            | Total             | 0                   | 0                   | 0                   | 0                | 0                | 0                | 0                           | 0                           | 0                           | 0                  | 0                  | 0                  | 0     | 0     | 0       |
| Shonan Bellmare   | 2013              | 12                  | 0                   | 0                   | —                | —                | —                | —                           | —                           | —                           | —                  | —                  | —                  | 12    | 0     | 0       |
| Shonan Bellmare   | Total             | 12                  | 0                   | 0                   | 0                | 0                | 0                | 0                           | 0                           | 0                           | 0                  | 0                  | 0                  | 12    | 0     | 0       |
| Mirassol          | 2014              | —                   | —                   | —                   | —                | —                | —                | —                           | —                           | —                           | 18                 | 0                  | 0                  | 18    | 0     | 0       |
| Mirassol          | 2021              | 0                   | 0                   | 0                   | 0                | 0                | 0                | 0                           | 0                           | 0                           | 1                  | 0                  | 0                  | 1     | 0     | 0       |
| Mirassol          | 2023              | 12                  | 0                   | 0                   | 0                | 0                | 0                | 0                           | 0                           | 0                           | 8                  | 0                  | 0                  | 20    | 0     | 0       |
| Mirassol          | Total             | 12                  | 0                   | 0                   | 0                | 0                | 0                | 0                           | 0                           | 0                           | 27                 | 0                  | 0                  | 39    | 0     | 0       |
| Figueirense       | 2014              | 0                   | 0                   | 0                   | 0                | 0                | 0                | —                           | —                           | —                           | —                  | —                  | —                  | 0     | 0     | 0       |
| Figueirense       | 2015              | 35                  | 0                   | 0                   | 9                | 0                | 0                | —                           | —                           | —                           | 16                 | 0                  | 0                  | 60    | 0     | 0       |
| Figueirense       | Total             | 35                  | 0                   | 0                   | 9                | 0                | 0                | 0                           | 0                           | 0                           | 16                 | 0                  | 0                  | 60    | 0     | 0       |
| Flamengo          | 2016              | 33                  | 0                   | 0                   | 0                | 0                | 0                | 3                           | 0                           | 0                           | 2                  | 0                  | 0                  | 38    | 0     | 0       |
| Flamengo          | 2017              | 7                   | 0                   | 0                   | 5                | 0                | 0                | 8                           | 0                           | 0                           | 19                 | 0                  | 0                  | 39    | 0     | 0       |
| Flamengo          | Total             | 40                  | 0                   | 0                   | 5                | 0                | 0                | 11                          | 0                           | 0                           | 21                 | 0                  | 0                  | 77    | 0     | 0       |
| Albirex Niigata   | 2018              | 28                  | 0                   | 0                   | 1                | 0                | 0                | —                           | —                           | —                           | —                  | —                  | —                  | 29    | 0     | 0       |
| Albirex Niigata   | Total             | 28                  | 0                   | 0                   | 1                | 0                | 0                | —                           | —                           | —                           | —                  | —                  | —                  | 29    | 0     | 0       |
| Coritiba          | 2019              | 28                  | 0                   | 0                   | —                | —                | —                | —                           | —                           | —                           | 7                  | 0                  | 0                  | 35    | 0     | 0       |
| Coritiba          | 2020              | 0                   | 0                   | 0                   | 1                | 0                | 0                | —                           | —                           | —                           | 13                 | 0                  | 0                  | 14    | 0     | 0       |
| Coritiba          | 2023              | 1                   | 0                   | 0                   | 0                | 0                | 0                | 0                           | 0                           | 0                           | 0                  | 0                  | 0                  | 1     | 0     | 0       |
| Coritiba          | Total             | 29                  | 0                   | 0                   | 1                | 0                | 0                | —                           | —                           | —                           | 20                 | 0                  | 0                  | 50    | 0     | 0       |
| Total na carreira | Total na carreira | 143                 | 0                   | 0                   | 19               | 0                | 0                | 11                          | 0                           | 0                           | 149                | 0                  | 0                  | 332   | 0     | 0       |

- a. ^ Jogos da Copa do Brasil
- b. ^ Jogos da Copa Sul-Americana
- c. ^ Jogos do Campeonato Paulista - Série A3, Campeonato Paulista, Campeonato Catarinense, Taça Chico Science, Campeonato Carioca, Amistoso e Primeira Liga do Brasil

### Seleção Brasileira
Abaixo estão listados todos jogos e gols do futebolista pela Seleção Brasileira. Abaixo da tabela, clique em expandir para ver a lista detalhada dos jogos de acordo com a categoria selecionada.
Seleção principal
| Ano   |       |      |         |       |
| Ano   | Jogos | Gols | Assist. | Média |
| ----- | ----- | ---- | ------- | ----- |
| 2016  | 0     | 0    | 0       | 0     |
| 2017  | 0     | 0    | 0       | 0     |
| Total | 0     | 0    | 0       | 0     |

## Títulos
Coritiba
- Campeonato Paranaense: 2022

Flamengo
- Campeonato Carioca: 2017
- Troféu Carlos Alberto Torres: 2017

Figueirense
- Campeonato Catarinense: 2015

## Prêmios individuais
- Troféu Mesa Redonda - Melhor Goleiro: 2016.[53]
- Troféu de Prata Top da Bola - Melhor Goleiro do Campeonato Catarinense: 2015.[54]
- Troféu Gustavo Kuerten: 2015.[55]